# Automatische LKW-Verladesysteme
Der Begriff Automatische LKW-Verladesysteme bezeichnet die automatisierte Verladung von Gütern auf Lastkraftwagen im Bereich der Distributionslogistik. Die Verladung erfolgt hierbei durch ein sogenanntes „ATLS“ (Englisch: Automated Truck Loading Systems) und verbessert so die Effektivität der Materialwirtschaft und Lagerhaltung. Sie werden im Bereich der Lager- und Fördertechnik benutzt, um beispielsweise Güter auf Transportpaletten, in Behältern oder auch lose Güter (Schüttgut, Füllgut) automatisch zu verladen.
Häufig werden die Systeme zusammen mit einem Fahrerlosen Transportsystem (FTS) und auch mit internen Fördertechniken verwendet.

## Verladesysteme
Transportsysteme und ihre Anwendungsarten:
- Kettenförderersystem für Standard-Palettenformate
- Lamellenbahnsystem für nicht-palettierte oder gemischte Ware
- Skatesystem für Paletten mit kurzer Seite vorne
- Rollenbahnen für Luftfracht
- Förderbandsystem für Postpakete

Automatische LKW Be- und Entladesysteme werden auch im Shuttletransport (Pendelverkehr) eingesetzt, da die Bedeutung der Ladezeit mit abnehmender Transportzeit steigt.

## Funktionsweise
Für die automatische Verladung werden zwei miteinander arbeitende Systeme benötigt: Ein System im LKW-Auflieger, das sogenannte Trailersystem, und ein System an der Ladestation (Dock/Rampe), das Docksystem. Wenn der Auflieger andockt, werden die beiden Systeme miteinander verbunden, und der verfügbare Laderaum beziehungsweise die vorhandene Ladung im Auflieger werden ermittelt. Das Docksystem weiß nun, welche Ladekapazität zum Beladen zur Verfügung steht oder was und wie viel entladen werden muss. Dadurch ist es möglich, einen LKW-Auflieger in wenigen Minuten vollautomatisch zu be- oder entladen.

## Vor- und Nachteile gegenüber konventioneller, manueller Verladung mit Gabelstaplern

### Vorteile von ATLS
- Reduzierung der Personalkosten
- Verringerung der Verladezeiten
- Geringerer Platzbedarf für die Verladung
- Verringerung der Gutbeschädigungen
- Verringerung der Fehllieferungen
- Anbindung an Lagerverwaltung
- Verladung teilweise außerhalb der Arbeitszeiten möglich, da kein Personal erforderlich
- Keine Wartezeiten für einen Gabelstapler
- Einsparungen bei der Gebäudetechnik (weniger Verladestellen)
- Erhöhung des Güterumschlages
- Keine Beschädigungen durch Gabelstapler
- Die Umgebungstemperaturen können von +80° bis zu −30 °C reichen

### Vorteile von Gabelstaplern
- Flexibilität
- Keine Modifikationen des Sattelaufliegers oder Docks erforderlich
- Erstinvestition relativ gering

### Nachteile von ATLS
- Hohe Erstinvestition
- Modifikationen am Sattelauflieger notwendig
- Modifikationen am Dock erforderlich
- Verlust an Flexibilität da stationäres System

### Nachteile von Gabelstaplern
- Lange Wartezeiten der Lastwagen
- Keine gleichmäßige Auslastung des Personals
- Für das Personal teilweise harte körperliche Arbeit unter klimatisch ungünstigen Bedingungen
- Hohe Wartungskosten